# Haagse Regels
Het Verdrag ter vaststelling van enige eenvormige regelen betreffende het cognossement (Convention Internationale pour l'unification de certaines règles en matière de connaissement) of Cognossementsverdrag is een verdrag waarbij de rechten en plichten werden vastgesteld van de rederijen en verschepers in een cognossement. De inhoud hiervan staat bekend als de Haagse Regels (Hague Rules). Het verdrag werd sterk beïnvloed door de Amerikaanse Harter Act uit 1893.
Het verdrag werd oorspronkelijk opgesteld door het Comité Maritime International en in 1921 aangenomen in Den Haag door de Maritime Law Committee (commissie voor maritiem recht) van de International Law Association. Daarop volgend werd het verdrag werd op 25 augustus 1924 ondertekend in Brussel. Anders dan de naam wellicht doet vermoeden was Nederland geen partij bij het oorspronkelijke verdrag uit 1924, maar in 1956 ratificeerde het het verdrag wel.
In 1968 werden de Haagse Regels gewijzigd door een Protocol bekend als de Haags-Visbysche Regels (Hague-Visby Rules) dat op 23 februari van dat jaar in Brussel werd ondertekend en dat op 26 juni 1977 in werking trad. Het verdrag werd laatstelijk gewijzigd door een protocol op 21 december 1979.
De in 1978 getekende Hamburgse Regels moesten een alternatief worden, maar door het geringe aantal landen dat deze geratificeerd hebben, worden deze praktisch niet toegepast. In 2008 werden de Rotterdamse Regels overeengekomen, maar deze zijn nog niet in werking getreden.